# Chisholm (Alberta)
Pour les articles homonymes, voir Chisholm.
Chisholm est un hameau (hamlet) de Lesser Slave River No 124, situé dans la province canadienne d'Alberta.

## Démographie
En tant que localité désignée dans le recensement de 2011, Chisholm a une population de 15 habitants dans 7 de ses 8 logements, soit une variation de -25.0% avec la population de 2006. Avec une superficie de 2,843 1 km2, le hameau possède une densité de population de 5,275 9 hab/km2 en 2011.
Concernant le recensement de 2006, Chisholm abritait 20 habitants dans 10 de ses 13 logements. Avec une superficie de 2,843 1 km2, le hameau possédait une densité de population de 7,0 hab/km2 en 2006.